# اغیردیر
اغیردیر (به ترکی استانبولی: Eğirdir) شهری است در کشور ترکیه که در استان اسپارتا واقع شده‌است. جمعیت این شهر بر اساس سرشماری سال ۲۰۰۸ میلادی ۱۸٬۵۵۹ نفر و بر اساس برآوردهای سال ۲۰۰۹ میلادی ۱۶٬۷۷۸ نفر می‌باشد.